# Região Oriental (Gana)
Oriental é uma região de Gana. Sua capital é a cidade de Koforidua.

## Distritos
- Afram Plains
- Akuapim do Norte
- Akuapim do Sul
- Akyemansa
- Asuogyaman
- Atiwa
- Birim Central
- Birim do Norte
- Birim do Sul
- Akim do Leste
- Fanteakwa
- Kwaebibirem
- Kwahu do Oeste
- Kwahu do Sul
- Kwahu do Norte
- Kwahu do Leste
- Alto Manya Krobo
- Baixo Manya Krobo
- New-Juaben Municipal
- Suhum/Kraboa/Coaltar
- Akim do Oeste
- Yilo Krobo

## Demografia
| 1960      | 1970      | 1984      | 2000      | 2010      |
| 1.094.196 | 1.261.661 | 1.680.890 | 1.635.421 | 2.633.154 |